# دن سوج
دَن سَوِج (انگلیسی: Dan Savage؛ زادهٔ ۷ اکتبر ۱۹۶۴) نویسنده، پادکست‌ساز، و روزنامه‌نگار آمریکایی و فعال جامعه ال جی بی تی است. وی از سال ۱۹۹۱ میلادی تاکنون مشغول فعالیت بوده‌است. در سال ۲۰۱۰ سوج و شوهرش پروژه بهتر می‌شود را برای پیشگیری از خودکشی میان دگرباشان جنسی جوان شروع کردند.
وی همچنین برندهٔ جوایزی همچون جایزه ادبی لامدا شده است.